# Survivor Series (1998)
Survivor Series (1998) — двенадцатое в истории PPV-шоу Survivor Series, производства американского рестлинг-промоушна World Wrestling Federation (WWF). Шоу прошло 15 ноября 1998 года в «Киль-центр» в Сент-Луис, Миссури, США.
На шоу было запланировано 14 матчей, что заметно больше, чем на большинстве PPV-шоу, поскольку основным направлением шоу был турнир «Смертельная игра» за вакантный титул чемпиона WWF. Это был первый турнир, на котором разыгрывался титул чемпиона WWF за последние десять лет, последний раз он проводился на WrestleMania IV. Оба турнира были 14-местными, а не обычными 8- или 16-местными.
Это шоу стало первым шоу Survivor Series, в котором не было матчей на выбывание, хотя понятие «выживания» прослеживается в турнире на выбывание. Единственное другое шоу Survivor Series без матчей на выбывание состоялось в 2002 году, когда дебютировал матч Elimination Chamber, тип матча которого также был основан на выживании.

## Результаты
| №                                                                                             | Матч | Тип матча                                                                                            | Время |
| --------------------------------------------------------------------------------------------- | --- | --- | ----- |
| 1Т                                                                                            | «Слишком много» (Брайан Кристофер и Скотт Тейлор) победили «Братьев Харди» (Джефф Харди и Мэтт Харди)                        | Командный матч                                                                                       | -     |
| 2H                                                                                            | The J.O.B. Squad (Боб Холли и Скорпио) (с Элом Сноу и Головой) победили «Легион судьбы» (Зверь и Дроз)                       | Командный матч                                                                                       | 2:17  |
| 3H                                                                                            | Вэл Венис победил Тигра Али Сингха (с Бабу)                                                                                  | Одиночный матч                                                                                       | 2:36  |
| 4H                                                                                            | Гангрел (с Кристианом и Эджем) победил Стива Блэкмена                                                                        | Одиночный матч                                                                                       | 3:21  |
| 5                                                                                             | Мэнкайнд победил Дуэйна Гилла                                                                                                | Матч первого круга турнира                                                                           | 0:30  |
| 6                                                                                             | Эл Сноу (с Головой) победил Джеффа Джарретта (с Деброй)                                                                      | Матч первого круга турнира                                                                           | 3:31  |
| 7                                                                                             | Стив Остин победил Биг Босс Мена                                                                                             | Матч первого круга турнира                                                                           | 3:20  |
| 8                                                                                             | Стивен Ригал против Икс-пака закончился двойным отсчётом                                                                     | Матч первого круга турнира                                                                           | 8:10  |
| 9                                                                                             | Кен Шамрок победил Голдаста                                                                                                  | Матч первого круга турнира                                                                           | 5:56  |
| 10                                                                                            | Скала победил Биг Босс Мена                                                                                                  | Матч первого круга турнира                                                                           | 00:03 |
| 11                                                                                            | Гробовщик (с Полом Берером) победил Кейна                                                                                    | Четвертьфинальный матч турнира                                                                       | 07:16 |
| 12                                                                                            | Мэнкайнд победил Эл Сноу (с Головой)                                                                                         | Четвертьфинальный матч турнира                                                                       | 03:55 |
| 13                                                                                            | Скала победил Кена Шемрока                                                                                                   | Четвертьфинальный матч турнира                                                                       | 08:20 |
| 14                                                                                            | Сэйбл победила Жаклин (с) | Одиночный матч за титул чемпиона WWF среди женщин со специальным приглашенным рефери Шейном Макмэном | 03:14 |
| 15                                                                                            | Мэнкайнда победил Стива Остина                                                                                               | Полуфинальный матч турнира                                                                           | 10:27 |
| 16                                                                                            | Скала победил Гробовщика по дисквалификации                                                                                  | Полуфинальный матч турнира                                                                           | 08:23 |
| 17                                                                                            | «Изгои нового века» (Билли Ганн и Роуд Догг) (c) победили победили Ди’Ло Брауна и Марка Генри, и «Хэбенгеров» (Мош и Трешер) | Тройной командный матч за титул командных чемпионов WWF                                              | 10:10 |
| 18                                                                                            | Скала победил Мэнкайнда | Финальный матч турнира за вакантный титул чемпиона WWF                                               | 17:10 |
| Т — означает тёмный матч H — означает матч на Sunday Night Heat (c) — чемпион на начало матча | | |       |